# Franciszek Łukasiewicz
Franciszek Łukasiewicz (Ivano-Frankivsk, 25 juin 1890 - Poznań, 3 décembre 1950) est un pianiste polonais.

## Biographie
Il fait ses études à la Lwowska Narodowa Akademia Muzyczna où il est élève de Vilém Kurz puis, à partir de 1908 à Vienne sous Teodor Leszetycki et à l'Académie de musique de Vienne, sous Leopold Godowsky. Enfin, il obtient ses masterclass comme élève de Ferruccio Busoni à Bâle.
Installé à Lviv de 1917 à 1919, il s'établit à Poznań en 1920 où il prend des cours de piano à l'Académie nationale et à l'École de musique (jusqu'à 1922) et à la Wielkopolska School of Music (1926).
Directeur de la musique à la radio polonaise de 1927 à 1939, il compose et se produit à la radio mais effectue aussi une tournée internationale qui le fait passer, entre autres, à Berlin, Budapest, Dresde, Leipzig, Copenhague, Vienne, Prague, Riga et Stockholm.
En 1932, la direction de l'Institut du radium à Varsovie lui est confiée par Bronia Dluska. Professeur de piano à Cracovie lors de la Seconde Guerre mondiale, il est arrêté par la Gestapo en août 1944 comme otage.
Après la guerre, il retourne à Poznań où il reprend son travail à la Radio polonaise et joue dans des concerts. On lui doit de nombreux enregistrements qui lui valent en 1946 la Croix de Chevalier de l'Ordre Polonia Restituta.
Décédé en 1950, il est inhumé au Cimetière de Poznań.